# Heilprinia timessa
Heilprinia timessa är en snäckart som först beskrevs av Dall 1889.  Heilprinia timessa ingår i släktet Heilprinia och familjen Fasciolariidae. Inga underarter finns listade i Catalogue of Life.